# シアン化ニッケル(II)
シアン化ニッケル(II)(Nickel dicyanide)は、化学式Ni(CN)2の無機化合物である。灰緑色の固体で、ほとんどの溶媒に溶けない。

## 合成
ニッケル(II)イオンを含む水溶液に2等量のシアン化ナトリウムまたはシアン化カリウムを加えることで、シアン化ニッケル(II)四水和物が沈殿する。四水和物を140℃に加熱することで、無水物に変換する。
Ni(CN)2 + 2 KCN → K2[Ni(CN)4]

## 化学的性質

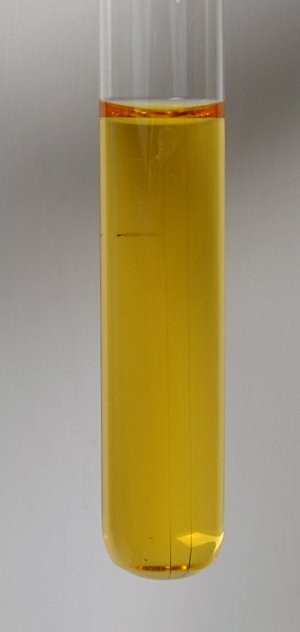
K_{2}[Ni(CN)_{4}] (テトラシアノニッケル酸塩溶液)

シアン化ニッケル(II)は、シアン化カリウム水溶液に溶け、テトラシアノニッケル酸カリウムを含む黄色の溶液が得られる。
Ni(CN)2 + 2 dmgH2 → Ni(dmgH)2 + 2 HCN
ジメチルグリオキシムと反応し、シアン化水素を生成する。